# Malokarachayevsky (huyện)
Huyện Malokarachayevsky (tiếng Nga: ? райо́н) là một huyện hành chính tự quản (raion), của Karachay-Cherkess, Nga. Huyện có diện tích 1365 kilômét vuông, dân số thời điểm ngày 1 tháng 1 năm 2000 là 37900 người. Trung tâm của huyện đóng ở Yushkeken.